# Lwin Moe Aung
Lwin Moe Aung (tiếng Miến Điện: လွင် မိုးအောင်; sinh ngày 10 tháng 12 năm 1999) là một cầu thủ bóng đá chuyên nghiệp người Myanmar. Anh hiện đang thi đấu cho câu lạc bộ Yangon United và đội tuyển bóng đá quốc gia Myanmar ở vị trí tiền vệ tấn công. Anh là cầu thủ trẻ nhất của đội tuyển Myanmar tham dự SEA Games.